# زد3 (حاسوب)

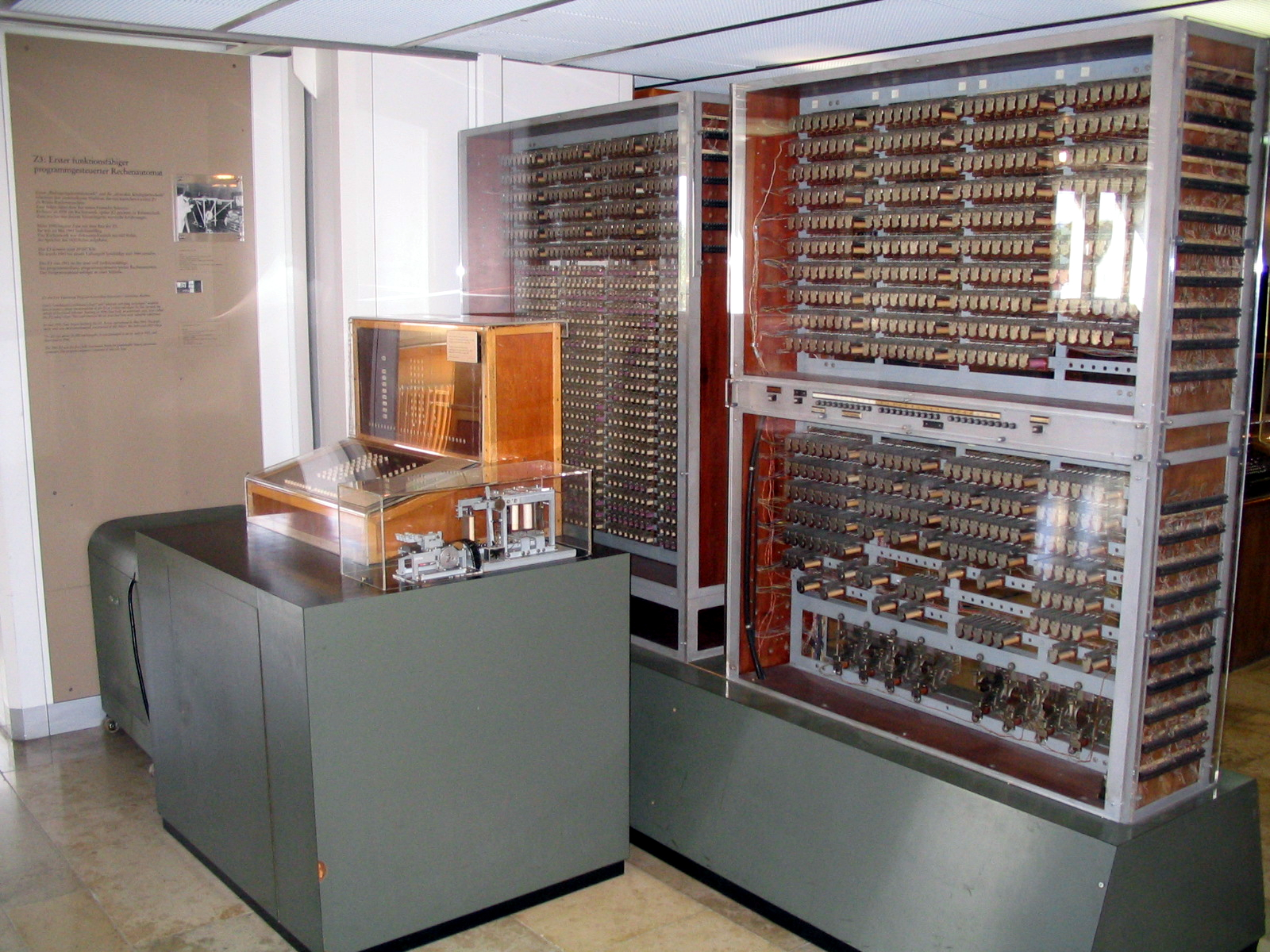
صورة تبين معالج Zuse Z3 معروض في المتحف الألماني ميونخ

حاسوب زد 3 (بالإنجليزية: Z3)‏ يعتبر أول آلة حاسوبية قابلة للبرمجة وتعمل بشكل تلقائي كامل حيث تمت إضافة التفرع المشروط لمعماريته.
وهو يستخدم غالباً كمقياس في تعريف الحاسوب بشكل عام تم تصنيعه ب 2,000 أجهزة تناوب مرحل. وهو يعمل بتردد 5الى 10 هرتز، وطول الكلمة فيه 22 بت. تتم برمجة حاسوب زد 3 بواسطة البطاقات المثقبة.
تم الانتهاء من تصميمه في سنة 1941 وتم تقديمه للمجتمع العلمي «مختبر الألمانية للطيران» في 12 / 5 / 1941 في برلين.
حيث أستخدم في معهد أبحاث الطيران الألماني لإجراء تحليلات وإحصائية لاضطراب أجنحة الطائرات.